# 요크 공작부인 세실리 네빌
요크 공작부인 세실리 네빌(Cecily Neville, Duchess of York, 1415년 5월 3일 ~ 1495년 5월 31일)은 영국의 왕족으로, 요크 공작 리처드의 아내이자 요크 왕가의 두 왕인 에드워드 4세, 리처드 3세의 어머니이며 후일 튜더 왕가의 왕인 헨리 8세의 증조모이다. 래비 성에서 태어나 래비의 장미(the Rose of Raby)라는 별칭으로 불렸으나 한편으로는 자부심 강한 성격으로 오만한 시스(Proud Cis)라는 별명도 가지고 있었다. 왕위를 주장하던 남편 요크 공작이 1460년 장미 전쟁 중 웨이크필드에서 전사하면서 왕비가 되지는 못했으나 1461년 마치 백작이었던 장남 에드워드가 랭커스터 왕가의 헨리 6세를 폐위시키고 에드워드 4세로 즉위하면서 모후(the king's mother)라는 호칭을 사용했다.

## 혈통
세실리 네빌은 1대 웨스트모어랜드 백작인 랄프 네빌과 백작부인 조앤 보퍼트 사이에서 막내딸로 태어났다. 세실리 네빌의 어머니 조앤 보퍼트는 에드워드 3세의 살아남은 3남이자 랭커스터 왕가의 시조였던 곤트의 존의 딸로, 세실리 네빌은 외가를 통해 랭커스터 왕가의 가까운 혈족이었다. 또한 에드워드 4세의 즉위에 큰 공을 세워 국왕 제조기(Kingmaker, 킹메이커)라는 별칭으로 불렸던 워릭 백작 리처드 네빌의 고모이기도 했다. 후일 리처드 네빌의 차녀인 앤 네빌이 아들 리처드 3세와 결혼해 며느리가 되자 당시로서는 민감한 주제였던 종교 문제로 토론하는 등 친밀한 관계를 유지하기도 하였다.

## 자녀
- 요크의 조앤 : 요절
- 요크의 앤 : 제3대 엑세터 공작부인
- 요크의 헨리 : 요절
- 에드워드 4세 : 잉글랜드 국왕
- 러틀랜드 백작 에드먼드
- 요크의 엘리자베스 : 제 2대 서퍽 공작부인
- 요크의 마거릿 : 부르고뉴 공작부인
- 요크의 윌리엄 : 요절
- 요크의 존 : 요절
- 클래런스 공작 조지 플랜태저넷
- 요크의 토마스 : 요절
- 리처드 3세 : 잉글랜드 국왕
- 요크의 우르술라 : 요절

## 참고 문헌
- Joanna Laynesmith: The King's Mother (History Today March 2006)